# 八戸ノ里駅
八戸ノ里駅（やえのさとえき）は、大阪府東大阪市小阪三丁目にある、近畿日本鉄道（近鉄）奈良線の駅である。駅番号はA09。

## 歴史

### 年表
- 1936年（昭和11年）11月19日：大阪電気軌道の小阪（現在の河内小阪） - 若江岩田間に新設開業[1]。
- 1941年（昭和16年）3月15日：参宮急行電鉄との合併により関西急行鉄道の駅となる[1]。
- 1944年（昭和19年）6月1日：会社合併により近畿日本鉄道の駅となる[1]。
- 1969年（昭和44年）9月26日：大阪府道2号大阪中央環状線との交差部の高架化完成[2]。
- 1971年（昭和46年）4月1日：定期券専用自動改札機を設置し、供用開始[3]。
- 2007年（平成19年）4月1日：PiTaPa使用開始[4]。
- 2014年（平成26年）11月：駅長が廃止され、布施駅長の管轄駅となった。
- 2024年（令和6年）9月26日：駅放送が大阪統括部新型放送に変更。
- 2025年（令和7年）2月22日：停車列車の発着番線を1・4番のりばに統一。

### 駅名の由来
「八戸ノ里」の駅名の由来は、この地域の開発が始まった江戸時代初期に入植した豊臣家旧臣達の家の数が8戸であったことに由来する。しかし、この地域は古代、河俣御厨（かわまたみくりや）の一部（現在も駅の北側には御厨の地名が残存している）で、室町時代には近隣の若江（若江岩田駅南）に河内国守護の畠山氏の居城である若江城があり、戦国時代にはカトリックの宣教師によって若江城およびその城下の繁栄が記されているなど比較的早い時期から開発されていたと思われる。近年の研究では、大坂の陣の際に淀川の堤防が決壊し、この地域も一時的に沼地と化したとされることから、この時期に以前にこの地にいた住民は他所へ移り、その後、沼地となったこの地域を開発したのが上記の8戸の家々であった可能性が指摘されている。

## 駅構造

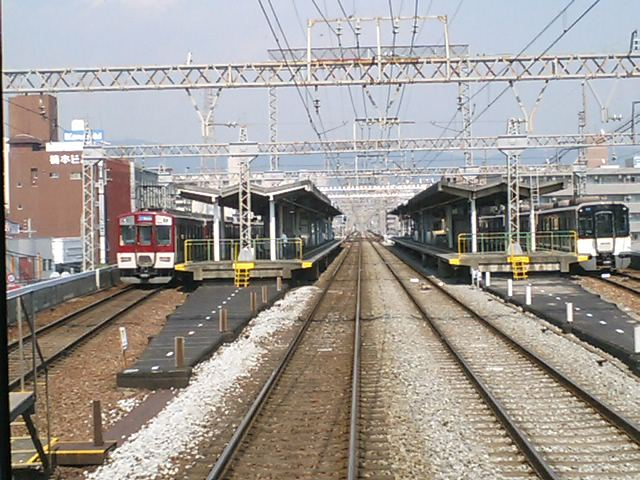
ホーム

島式2面4線のホームを持つ待避可能な高架駅。ホーム有効長は6両（ただし、回送に備え、待避線自体の有効長は10両）。改札・コンコースは1階、ホームは2階にある。改札口は1ヶ所のみ。
布施駅管理の有人駅で、PiTaPa・ICOCA対応の自動改札機および自動精算機（回数券カードおよびICカードのチャージに対応）、自動券売機（特急券および定期券対応） が設置されている。かつては当駅を管理駅として奈良線河内永和駅 - 当駅間を管轄する駅長が当駅に配置されていた。

### のりば
| のりば | 路線     | 方向 | 行先               |
| ------ | -------- | ---- | ------------------ |
| 1・2   | A 奈良線 | 下り | 近鉄奈良方面       |
| 3・4   | A 奈良線 | 上り | 大阪難波・尼崎方面 |

内側2線（2番線と3番線）が主本線、外側2線（1番線と4番線）が待避線である。なお、4番のりばからは非常渡り線を使用して奈良方面への出発も可能である。2025年2月22日からは停車列車の発着番線が1番線と4番線に統一され、2番線と3番線は通過列車のみが使用する。

## 利用状況
2023年11月7日における1日乗降人員は26,217人である。これは奈良線において、準急・区間準急が通過する駅では最多となっている。
近年における1日乗降人員の推移は下表の通り。
| 年度               | 特定日利用状況 | 特定日利用状況 | 特定日利用状況 | 特定日利用状況 | 1日平均 乗車人員 | 出典       | 出典          | 出典            |
| 年度               | 調査日         | 乗車人員       | 降車人員       | 乗降人員       | 1日平均 乗車人員 | 近鉄       | 大阪府        | 東大阪市        |
| ------------------ | -------------- | -------------- | -------------- | -------------- | ---------------- | ---------- | ------------- | --------------- |
| 1990年（平成02年） | 11月06日       | 17,294         | 17,650         | 34,944         |                  |            | [ 大阪府 1 ]  |                 |
| 1991年（平成03年） | -              | -              | -              | -              |                  |            | [ 大阪府 2 ]  |                 |
| 1992年（平成04年） | 11月10日       | 17,596         | 17,542         | 35,138         |                  |            | [ 大阪府 3 ]  |                 |
| 1993年（平成05年） | -              | -              | -              | -              |                  |            | [ 大阪府 4 ]  |                 |
| 1994年（平成06年） | -              | -              | -              | -              |                  |            | [ 大阪府 5 ]  |                 |
| 1995年（平成07年） | 12月05日       | 17,119         | 17,376         | 34,495         |                  |            | [ 大阪府 6 ]  |                 |
| 1996年（平成08年） | -              | -              | -              | -              |                  |            | [ 大阪府 7 ]  |                 |
| 1997年（平成09年） | -              | -              | -              | -              |                  |            | [ 大阪府 8 ]  |                 |
| 1998年（平成10年） | 11月10日       | 15,525         | 15,668         | 31,193         |                  |            | [ 大阪府 9 ]  |                 |
| 1999年（平成11年） | -              | -              | -              | -              | 14,851           |            | [ 大阪府 10 ] | [ 東大阪市 1 ]  |
| 2000年（平成12年） | 11月07日       | 13,978         | 13,950         | 27,928         | 14,314           |            | [ 大阪府 11 ] | [ 東大阪市 1 ]  |
| 2001年（平成13年） | -              | -              | -              | -              | 13,983           |            | [ 大阪府 12 ] | [ 東大阪市 1 ]  |
| 2002年（平成14年） | -              | -              | -              | -              | 13,676           |            | [ 大阪府 13 ] | [ 東大阪市 1 ]  |
| 2003年（平成15年） | 11月11日       | 13,141         | 13,017         | 26,158         | 13,573           |            | [ 大阪府 14 ] | [ 東大阪市 1 ]  |
| 2004年（平成16年） | -              | -              | -              | -              | 13,520           |            | [ 大阪府 15 ] | [ 東大阪市 2 ]  |
| 2005年（平成17年） | 11月08日       | 12,440         | 12,388         | 24,828         | 13,364           |            | [ 大阪府 16 ] | [ 東大阪市 3 ]  |
| 2006年（平成18年） | -              | -              | -              | -              | 13,644           |            | [ 大阪府 17 ] | [ 東大阪市 4 ]  |
| 2007年（平成19年） | -              | -              | -              | -              | 13,240           |            | [ 大阪府 18 ] | [ 東大阪市 5 ]  |
| 2008年（平成20年） | 11月18日       | 12,551         | 12,230         | 24,781         | 13,109           |            | [ 大阪府 19 ] | [ 東大阪市 6 ]  |
| 2009年（平成21年） | -              | -              | -              | -              | 12,899           |            | [ 大阪府 20 ] | [ 東大阪市 7 ]  |
| 2010年（平成22年） | 11月09日       | 11,950         | 11,887         | 23,837         | 12,629           | [ 近鉄 1 ] | [ 大阪府 21 ] | [ 東大阪市 8 ]  |
| 2011年（平成23年） | -              | -              | -              | -              | 12,848           |            | [ 大阪府 22 ] | [ 東大阪市 9 ]  |
| 2012年（平成24年） | 11月13日       | 12,388         | 12,320         | 24,708         | 12,923           | [ 近鉄 2 ] | [ 大阪府 23 ] | [ 東大阪市 10 ] |
| 2013年（平成25年） | -              | -              | -              | -              | 13,069           |            | [ 大阪府 24 ] | [ 東大阪市 11 ] |
| 2014年（平成26年） | -              | -              | -              | -              | 12,826           |            | [ 大阪府 25 ] | [ 東大阪市 12 ] |
| 2015年（平成27年） | 11月10日       | 12,913         | 12,773         | 25,686         | 13,288           | [ 近鉄 3 ] | [ 大阪府 26 ] | [ 東大阪市 13 ] |
| 2016年（平成28年） | -              | -              | -              | -              | 13,566           |            | [ 大阪府 27 ] | [ 東大阪市 14 ] |
| 2017年（平成29年） | -              | -              | -              | -              | 13,957           |            | [ 大阪府 28 ] | [ 東大阪市 15 ] |
| 2018年（平成30年） | 11月13日       | 13,642         | 13,509         | 27,151         | 14,335           | [ 近鉄 4 ] | [ 大阪府 29 ] | [ 東大阪市 16 ] |
| 2019年（令和元年） | -              | -              | -              | -              | 14,749           |            | [ 大阪府 30 ] | [ 東大阪市 17 ] |
| 2020年（令和02年） | -              | -              | -              | -              | 11,084           |            | [ 大阪府 31 ] | [ 東大阪市 18 ] |
| 2021年（令和03年） | 11月09日       | 12,173         | 11,888         | 24,061         | 12,305           | [ 近鉄 5 ] | [ 大阪府 32 ] | [ 東大阪市 19 ] |
| 2022年（令和04年） | 11月08日       | 12,663         | 12,401         | 25,064         | 13,651           | [ 近鉄 6 ] | [ 大阪府 33 ] | [ 東大阪市 20 ] |
| 2023年（令和05年） | 11月07日       |                |                | 26,217         |                  | [ 近鉄 7 ] |               |                 |

## 駅周辺
1950年代半ばまでは辺り一面何もない田園地帯であったが、今では住宅や中小ビルが立ち並び、雑然とした町並みで、再開発の動きもない。
東花園車庫が出来る1967年まで、八戸ノ里に車庫があった。河内小阪駅にあった車庫を1950年に移転させたものである。東花園駅への再移転後、跡地は近鉄によりマンションが建設された。
また、1952年から1982年までは、当駅と東隣の若江岩田駅の中間に玉川工場があり、奈良線・京都線車両の重要部検査・全般検査の業務を行っていた。五位堂検修車庫の完成で廃止され、跡地は「近鉄ハーツ」となったが2010年に閉鎖された。同地にはその後2011年にニトリモール東大阪が開業した。
- 市立東大阪医療センター（以前は駅北の中央環状線旧道沿いにあった）
- 大阪府立中河内救命救急センター
- 布施警察署（水道局旧庁舎跡地、以前は大阪線俊徳道駅前にあった）
- 東大阪労働基準監督署
- 東大阪市水道局
- 東大阪下小阪郵便局
- 東大阪市文化創造館（以前は河内永和駅前に東大阪市民会館としてあった）
- 勤労市民センター（ユトリート東大阪）
- 八戸の里公園・東大阪市立総合体育館（東大阪アリーナ）
- 大阪商業大学高等学校
- 大阪府立布施高等学校
- 日本歯科学院専門学校・日本医療学院専門学校
- 東大阪市立八戸の里小学校
- 東大阪市立八戸の里東小学校
- 八戸の里幼稚園
- 八戸ノ里ドライビングスクール
- 司馬遼太郎記念館
- 弥栄神社
- HOS
- 大阪中央環状線（駅前に旧道、東側に新道）
- 近畿自動車道（大阪中央環状線新道に並行）

## バス路線
近鉄バスが乗り入れている。ロータリーは南口にある。
駅改札内にはバス発車時刻案内表示装置（LED式）が設置されている。2015年3月21日よりバス乗り場が変更されている。
- 1番のりば（近畿大学線）
  - 100番：近畿大学東門前行
- 2番のりば（中央環状線）
  - 76番：金物団地前行
- 3番のりば（春宮線）
  - 15番：鴻池新田駅行（東大阪市役所・荒本駅前経由）
- 4番のりば（東大阪病院線）
  - 25番：市立東大阪医療センター行[7]。土日祝日、年末年始（12月29日から1月3日まで）は運休[8]。

また、駅北口西側にも乗り場があり、以下の路線が乗り入れている。
- 15番：小阪駅前行

かつて吹田八尾線が運行していた頃は京阪バスや阪急バス、さらに国鉄バスも乗り入れていた。

## 隣の駅
近畿日本鉄道
A 奈良線
■快速急行・■急行・■準急・■区間準急
通過（但し当駅付近に学校が多い為、試験日等の要請で準急・区間準急の一部が臨時停車する場合が有り）
■普通
河内小阪駅 (A08) - 八戸ノ里駅 (A09) - 若江岩田駅 (A10)
- 括弧内は駅番号を示す。

### 利用状況の出典
1. ↑  駅別乗降人員 奈良線 橿原線 天理線 - 近畿日本鉄道
2. ↑  大阪府統計年鑑 - 大阪府
3. ↑  東大阪市統計書 - 東大阪市

#### 大阪府統計年鑑
1. ↑  大阪府統計年鑑（平成3年） (PDF)
2. ↑  大阪府統計年鑑（平成4年） (PDF)
3. ↑  大阪府統計年鑑（平成5年） (PDF)
4. ↑  大阪府統計年鑑（平成6年） (PDF)
5. ↑  大阪府統計年鑑（平成7年） (PDF)
6. ↑  大阪府統計年鑑（平成8年） (PDF)
7. ↑  大阪府統計年鑑（平成9年） (PDF)
8. ↑  大阪府統計年鑑（平成10年） (PDF)
9. ↑  大阪府統計年鑑（平成11年） (PDF)
10. ↑  大阪府統計年鑑（平成12年） (PDF)
11. ↑  大阪府統計年鑑（平成13年） (PDF)
12. ↑  大阪府統計年鑑（平成14年） (PDF)
13. ↑  大阪府統計年鑑（平成15年） (PDF)
14. ↑  大阪府統計年鑑（平成16年） (PDF)
15. ↑  大阪府統計年鑑（平成17年） (PDF)
16. ↑  大阪府統計年鑑（平成18年） (PDF)
17. ↑  大阪府統計年鑑（平成19年） (PDF)
18. ↑  大阪府統計年鑑（平成20年） (PDF)
19. ↑  大阪府統計年鑑（平成21年） (PDF)
20. ↑  大阪府統計年鑑（平成22年） (PDF)
21. ↑  大阪府統計年鑑（平成23年） (PDF)
22. ↑  大阪府統計年鑑（平成24年） (PDF)
23. ↑  大阪府統計年鑑（平成25年） (PDF)
24. ↑  大阪府統計年鑑（平成26年） (PDF)
25. ↑  大阪府統計年鑑（平成27年） (PDF)
26. ↑  大阪府統計年鑑（平成28年） (PDF)
27. ↑  大阪府統計年鑑（平成29年） (PDF)
28. ↑  大阪府統計年鑑（平成30年） (PDF)
29. ↑  大阪府統計年鑑（令和元年） (PDF)
30. ↑  大阪府統計年鑑（令和2年） (PDF)
31. ↑  大阪府統計年鑑（令和3年） (PDF)
32. ↑  大阪府統計年鑑（令和4年） (PDF)
33. ↑  大阪府統計年鑑（令和5年） (PDF)

#### 東大阪市統計書
1. 1 2 3 4 5  平成16年版　統計書 - 東大阪市 (PDF)
2. ↑  平成17年版　統計書 - 東大阪市 (PDF)
3. ↑  平成18年版　統計書 - 東大阪市 (PDF)
4. ↑  平成19年版　統計書 - 東大阪市 (PDF)
5. ↑  平成20年版　統計書 - 東大阪市 (PDF)
6. ↑  平成21年版　統計書 - 東大阪市 (PDF)
7. ↑  平成22年版　統計書 - 東大阪市 (PDF)
8. ↑  平成23年版　統計書 - 東大阪市 (PDF)
9. ↑  平成24年版　統計書 - 東大阪市 (PDF)
10. ↑  平成25年版　統計書 - 東大阪市 (PDF)
11. ↑  平成26年版　統計書 - 東大阪市 (PDF)
12. ↑  平成27年版　統計書 - 東大阪市 (PDF)
13. ↑  平成28年版　統計書 - 東大阪市 (PDF)
14. ↑  平成29年版　統計書 - 東大阪市 (PDF)
15. ↑  平成30年版　統計書 - 東大阪市 (PDF)
16. ↑  令和元年版　統計書 - 東大阪市 (PDF)
17. ↑  令和2年版　統計書 - 東大阪市 (PDF)
18. ↑  令和3年版　統計書 - 東大阪市 (PDF)
19. ↑  令和4年版　統計書 - 東大阪市 (PDF)
20. ↑  令和5年版　統計書 - 東大阪市 (PDF)

#### 近畿日本鉄道
1. ↑  “駅別乗降人員 奈良線 橿原線 天理線”.   近畿日本鉄道. 2013年3月23日時点のオリジナルよりアーカイブ。2024年11月23日閲覧。
2. ↑  “駅別乗降人員 奈良線 橿原線 天理線”.   近畿日本鉄道. 2014年3月6日時点のオリジナルよりアーカイブ。2024年11月23日閲覧。
3. ↑  “駅別乗降人員 奈良線 橿原線 天理線”.   近畿日本鉄道. 2016年6月8日時点のオリジナルよりアーカイブ。2024年11月23日閲覧。
4. ↑  “駅別乗降人員 奈良線 橿原線 天理線”.   近畿日本鉄道. 2020年2月18日時点のオリジナルよりアーカイブ。2024年11月23日閲覧。
5. ↑  近鉄線駅別乗降人員データ【調査日：令和3年11月9日(火)】 (PDF)
6. ↑  近鉄線駅別乗降人員データ【調査日：令和4年11月8日(火)】 (PDF)
7. ↑  近鉄線駅別乗降人員データ【調査日：令和5年11月7日(火)】 (PDF)